# 蒙博诺-圣马丹
蒙博诺-圣马丹（法語：Montbonnot-Saint-Martin，法語發音：[mɔ̃bɔno sɛ̃ maʁtɛ̃] ⓘ）是法国伊泽尔省的一个市镇，位于该省中部偏东，属于格勒诺布尔区。该市镇于1851年由原市镇蒙博诺（Montbonnot）和圣马丹德米塞尔（Saint-Martin-de-Misère）合并而成。

## 地理
蒙博诺-圣马丹（45°13'37"N, 5°48'9"E）面积6.38 平方千米，位于法国奥弗涅-罗讷-阿尔卑斯大区伊泽尔省，该省份为法国东南部内陆省份，北起顺时针与安省、萨瓦省、上阿尔卑斯省、德龙省、阿尔代什省、卢瓦尔省和罗讷省。
与蒙博诺-圣马丹接壤的市镇（或旧市镇、城区）包括：比维耶、多梅讷、梅朗、圣伊米耶。
蒙博诺-圣马丹的时区为UTC+01:00、UTC+02:00（夏令时）。

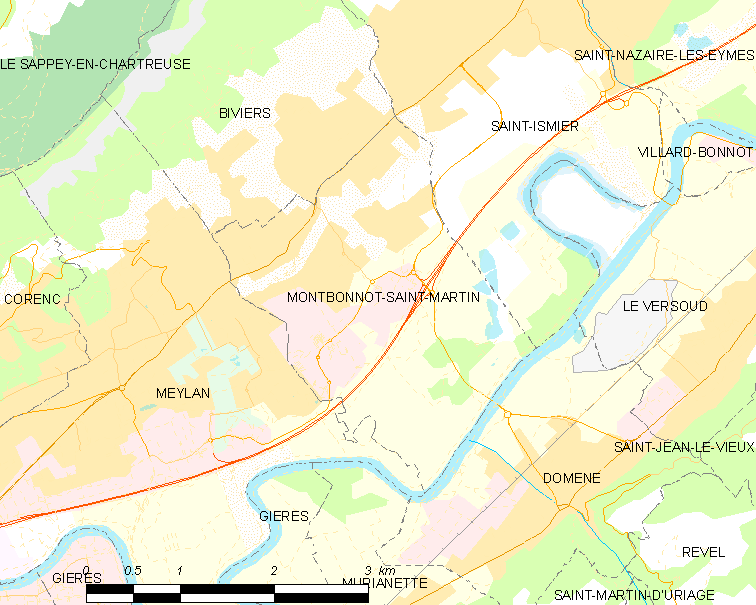
蒙博诺-圣马丹的OSM定位图

## 行政
蒙博诺-圣马丹的邮政编码为38330，INSEE市镇编码为38249。

## 政治
蒙博诺-圣马丹所属的省级选区为梅朗县。

## 人口

1962-2008年间蒙博诺-圣马丹人口变化图示

蒙博诺-圣马丹于2022年1月1日时的人口数量为5554人。